# Nässja, Södra Unnaryds socken
Nässja är en by i Södra Unnaryds socken i Hylte kommun. 
Nässja var från 1500-talet och fram till 1826 tidvis säteri. År 1828 friköptes fyra då nybildade gårdar som skattejord, och nu finns fem gårdar i byn. Det före detta säteriet, "Storgården" har en huvudbyggnad uppförd på 1700-talet, En glasveranda i två våningar uppfördes 1915 och verandan mot vägen byggdes om på 1940-talet. Även på de övriga gårdarna finns bevarade byggnader från 1800-talet. Länsstyrelsen i Hallands län klassade 2019 området som ett riksintresse för kulturmiljövården.